# Monumento a los ciclistas guerreros

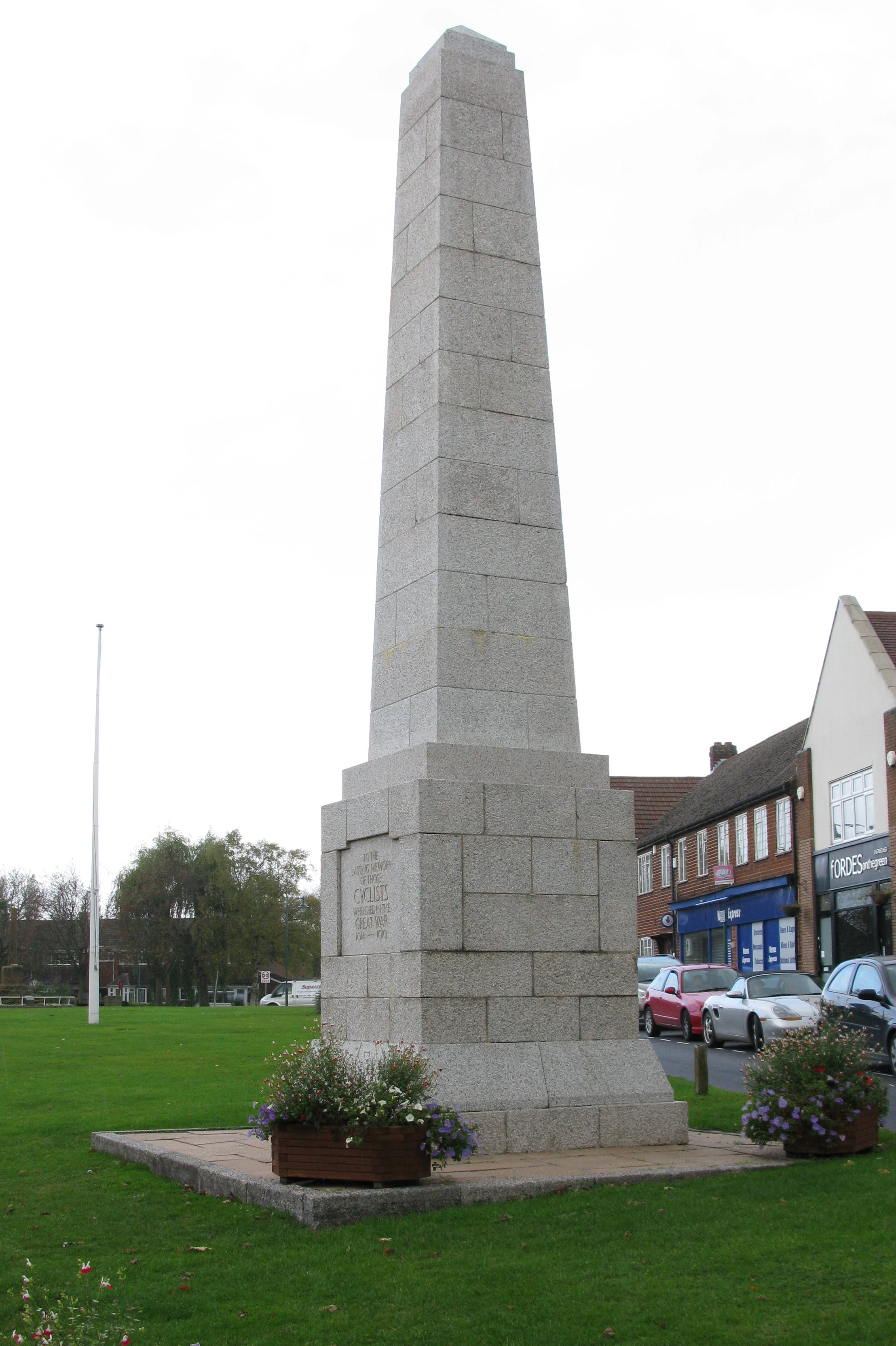
Monumento de guerra de los ciclistas, Meriden

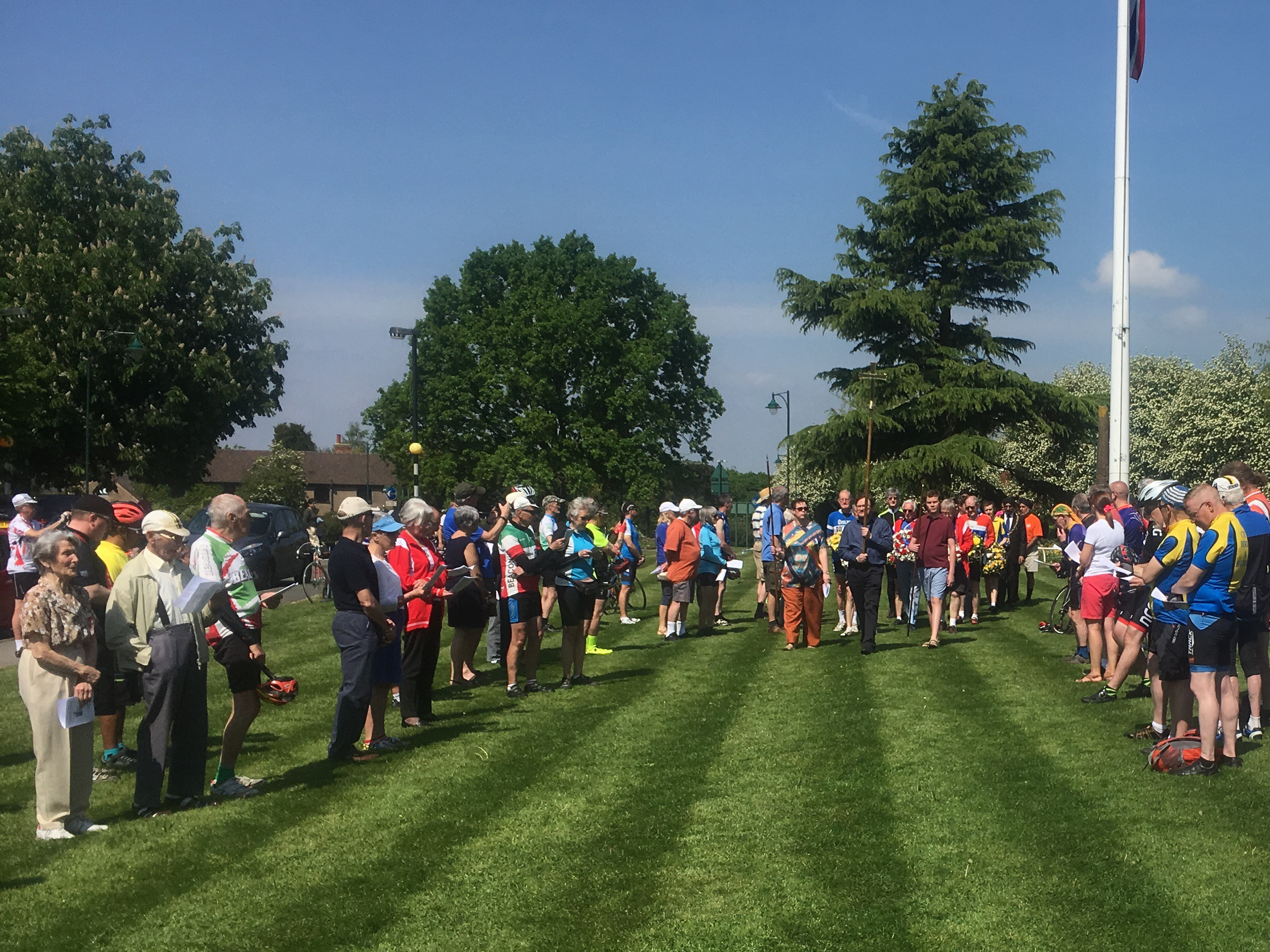
Servicio conmemorativo, mayo 2018

El monumento de guerra de los ciclistas es un monumento de guerra  en el  pueblo de Meriden, West Midlands.  El pueblo entre Coventry y Birmingham fue reconocido durante mucho tiempo como el centro geográfico de Inglaterra.  El monumento nacional fue construido en 1920 para conmemorar los ciclistas muertos en la Primera Guerra Mundial ( ahora se cree que el primer soldado británico muerto en la guerra fue el soldado John  Parr, un ciclista de reconocimiento del 4.º Battalion, Regimiento Middlesex).  Una placa de bronce fue añadida en 1963 para conmemorar los ciclistas muertos en la Segunda Guerra Mundial.
Un comité para organizar un monumento nacional de guerra a los ciclistas fue establecido en noviembre de 1919, presidido por el político Conservador W. G. Howard Gritten, sabido como los "MP de los ciclistas ", con el Lord canciller, el 1st Earl of  Birkenhead como presidente.  La financiación de alrededor de £1100 estuvo recaudada por donaciones públicas, incluyendo los ingresos de la subasta de la bicicleta Rudge-Whitworth del Príncipe de Gales, más tarde  Edward VIII, el cual estuvo vendió por £100 a Rev. Basil Graham Bourchier.  
El monumento consiste en un obelisco de 30 ft (9,1 m) de altura de granito gris Cornish con parte superior escalonada, pesando aproximadamente 32 t (31 toneladas largas; 35 toneladas cortas), estando en pie por 7.5 ft (2,3 m) sobre un pedestal con un panel de inscripción en la parte delantera, sobre una base cuadrada. Una inscripción con letras de oro que dice "A LA/MEMORIA DURADERA/DE AQUELLOS/CICLISTAS/QUE MURIERON EN LA/GRAN GUERRA 1914 - 1919". El monumento se mantuvo deliberadamente sencillo en el diseño de simbolismo de ciclismo, y se encuentra en el corazón de Inglaterra para facilitar la visita de personas de todo el país.
Fue construido en 1920 por canteros J White and Sons de Yardley, Birmingham y fue revelado el 21 de mayo de 1921 por el Earl de Birkenhead, y dedicado por el reverendo Bourchier, en una ceremonia a la que asistieron unas 20.000 personas, incluidos miles de ciclistas. En torno al aniversario de la inauguración, el Club de Turismo de Ciclistas celebra cada año un servicio conmemorativo en mayo.
El monumento fue rededicado en 1963, cuando se añadió una placa para conmemorar a los ciclistas muertos en la Segunda Guerra Mundial, que dice "EN RECUERDO/DE AQUELLOS/CICLISTAS/QUE DIERON SUS VIDAS/EN LA GUERRA MUNDIAL II/1939 - 1945". Se convirtió en un edificio clasificado de grado II en 2001. Se añadió una segunda placa 2013, que conmemora a todos los ciclistas que lucharon y murieron por su país, dedicada al servicio de recuerdo en mayo de 2014.
Cerca está el monumento de piedra arenisca de grado II que por tradición marca el centro de Inglaterra.